# イグナス・ファン・デル・ブレント
イグナス・ファン・デル・ブレント（Ignace Van Der Brempt, 2002年4月1日 - ）は、ベルギー・アントウェルペン州アントウェルペン出身のサッカー選手。セリエA・コモ1907所属。ポジションはDF。

## クラブ経歴
いくつかのユースチームを渡り歩き、2014年にKVメヘレンのユースアカデミーに入所。2017年にクラブ・ブルッヘのユースに加入。2019年にトップチームに昇格。9月14日のサークル・ブルッヘ戦でプロデビュー。プロ1年目の2019-20シーズンは、この1試合の出場に終わったものの、2020年5月12日に2023年までの契約に合意。2020-21シーズン以降出場機会が増え、2021-22シーズンはトップチームに定着した。
2022年1月31日、レッドブル・ザルツブルクと2026年までの契約を締結したことが発表された。
2023年7月18日、ハンブルガーSVにレンタル移籍。
2024年8月30日、コモ1907にレンタル移籍。その後完全移籍となった。

## 代表経歴
プロデビュー前の2017年から、各ユース世代のベルギー代表に随時招集されている。